# Prostituzione in Indonesia
La prostituzione in Indonesia viene ufficialmente considerata come "un crimine contro la decenza e la moralità", anche se poi nella pratica legislativa è ampiamente praticata, tollerata e regolamentata.

## Storia
Negli anni 2000, con il boom di Internet, forum e altri siti di social network sono stati utilizzati anche per facilitare le relazioni tra prostitute e clienti. Il 30% all'incirca di coloro che si prostituiscono in Indonesia sono minorenni ed il turismo sessuale è divenuto un problema d'ampia portata ed entità nelle isole resort di Batam e Bali.

## Cause
Alcune donne possono essere motivate finanziariamente a diventare prostitute, mentre altre possono essere state costrette ad entrare nel giro con la forza e le minacce. Tradizionalmente si possono incontrare i clienti in luoghi d'intrattenimento o complessi abitativi specifici (Relokalisasi). Una delle ragioni principali per entrare a far parte del business della prostituzione è l'attrattiva di poter guadagnare molti soldi velocemente. Il Jakarta post ha riferito che le prostitute di fascia alta nella capitale Giacarta posson giunger a guadagnare da 15 a 30 milioni di rupie al mese (da 1755 a 3510 dollari), facendosi pagare anche fino a 350 dollari per ognuno dei loro servizi: coloro che entrano nella prostituzione per denaro provengono nella maggioranza dei casi da famiglie della classe medio-bassa della società.
Un'altra delle principali cause è la coercizione (vedi prostituzione forzata): alle giovani donne vengono offerte opportunità di andare a lavorare nelle grandi città, poi violentate, costrette a prostituirsi e a consegnare i soldi ai loro protettori; possono anche in certi casi essere vendute dalle loro stesse famiglie. L'Organizzazione internazionale del lavoro (ILO) riferisce che circa il 70% della prostituzione minorile in Indonesia è costituita da bambini e bambine messi in vendita da parenti e/o tutori e amici.

## Forme
Chi vive di prostituzione può trovare lavoro sia in veri e propri bordelli, alcuni dei quali contenenti fino a 200 persone; oppure possono trovarsi in discoteche, sale massaggi, saloni di bellezza e in negozi per il Karaoke. Si possono infine anche prenotare per via telefonica.
Molto comune è anche la prostituzione online: in vari forum di internet prostitute e pornografia sono offerti esplicitamente ai membri registrati; le informazioni di contatto sono disponibili su richiesta con messaggio privato. Vengono anche riportati casi di prostituzione tramite Facebook.

## Status giuridico e luoghi
La prostituzione è interpretata dalla legislazione dello Stato come crimine contro la decenza e la moralità: nella pratica è però variamente diffusa. Si può manifestare visibilmente in complessi abitativi (lokalisasi) i quali si trovano in tutto il paese. Questi bordelli vengono gestiti in base alle normative messe in esecuzione dal governo locale. Dopo periodiche retate da parte della polizia, dopo il pagamento di una multa le prostitute vengono rimesse in libertà, divenendo in tal modo una semplice fonte di reddito per i funzionari.
L'UNICEF stima che almeno il 30% delle persone che si prostituiscono in Indonesia siano minorenni; l'ILO dà come numero totale di bambini prostituti nella capitale in cinquemila, secondo il governo della stessa città concentrati a Prunpung, nella zona nord di Giacarta settentrionale, a Grogol nella zona ovest, Tahah Abang nella zona centrale e a Block M nella zona sud, infine a Jatinegara e Ciracas nella zona a est
Le risposte governative al fenomeno sono state varie, la prima delle quali quella di tentare la chiusura dei bordelli e la sua definitiva messa fuori legge. Un'altra proposta è stata quella di introdurre una tassazione per la prostituzione: entrambe le proposte hanno incontrato notevoli opposizioni da parte di esponenti politici, in quanto i ricavi che se ne trarrebbero sono da considerarsi Harām-proibiti.